# Gare de Septèmes
Gare de Septèmes – przystanek kolejowy w Septèmes-les-Vallons, w departamencie Delta Rodanu, w regionie Prowansja-Alpy-Lazurowe Wybrzeże, we Francji.
Jest przystankiem kolejowym Société nationale des chemins de fer français (SNCF), obsługiwanym przez pociągi TER Provence-Alpes-Côte d’Azur.

## Położenie
Znajduje się na wysokości 209 m n.p.m., na 430,228 km linii Pertuis – Marsylia, pomiędzy stacjami Simiane i Saint-Antoine.